# Öt bölcsességbuddha

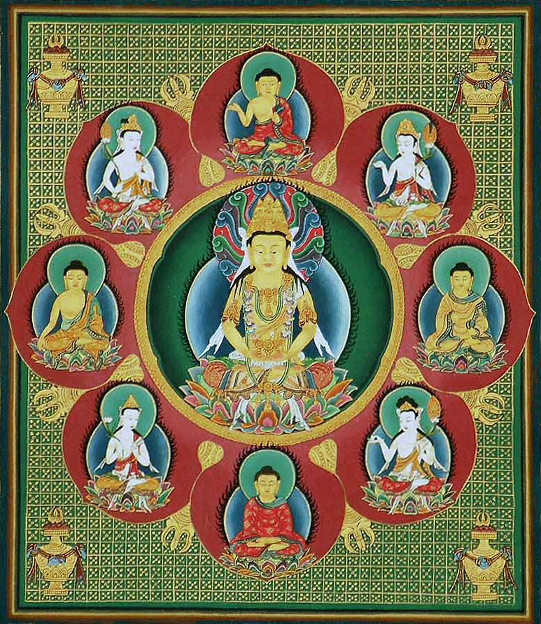
Az öt bölcsességbuddhát ábrázoló japán mandala

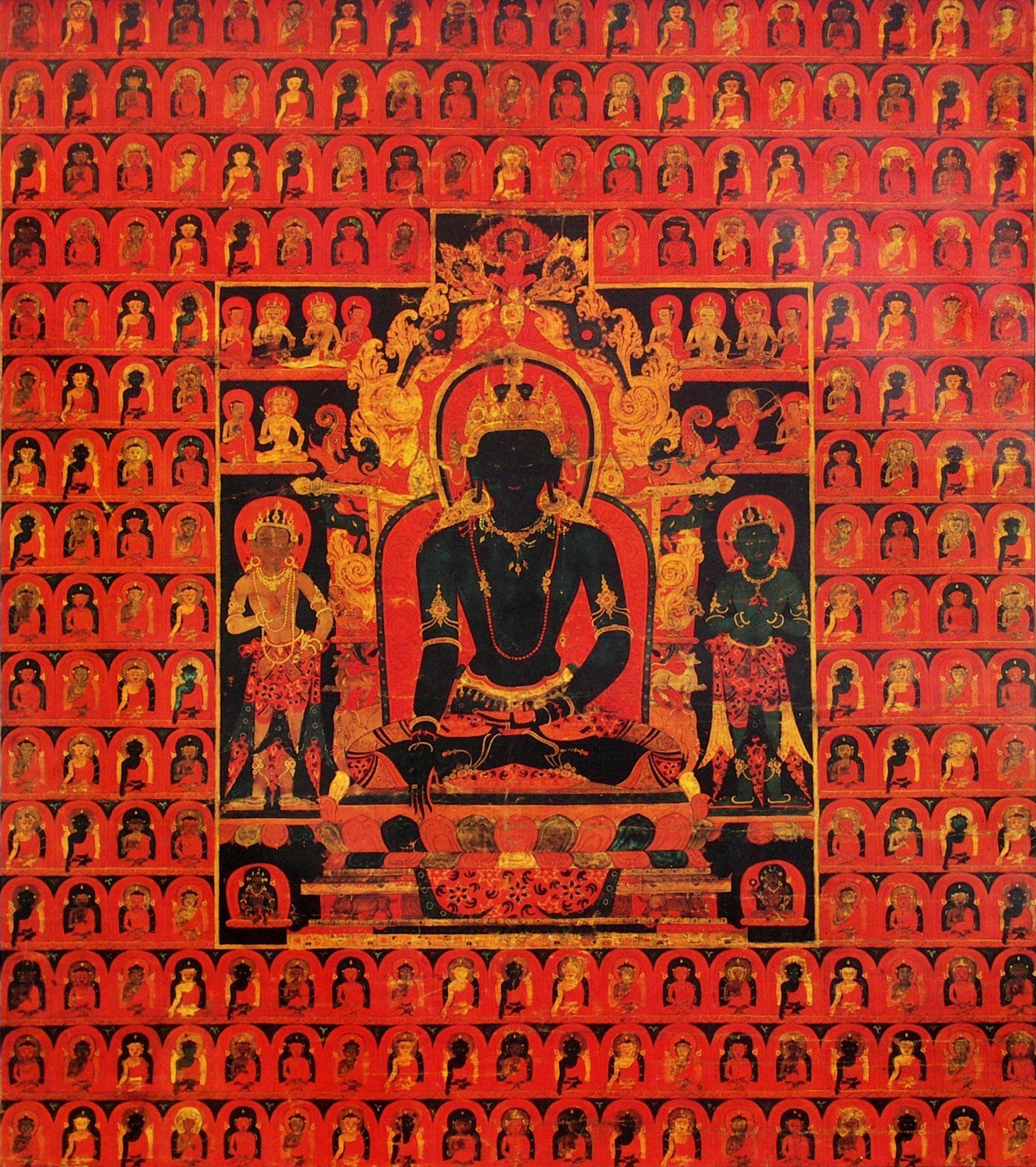
Aksobhja bölcsességbuddhát ábrázoló 13. századi tangka (tibeti hímzett selyemfestmény). A háttérben az öt bölcsességbuddha képe ismétlődik

A vadzsrajána buddhizmusban az öt bölcsességbuddha (kínaiul 金刚界五智如来 vagy 五方佛, japánul 五佛); öt bölcsességtathágata (kínaiul 五智如来 Wǔzhì Rúlái, japánul 五智如来 gocsi nyorai vagy 五大如来 godai nyorai); öt nagyszerű buddha; öt dhjáni buddha; öt dzsina (szanszkrit nyelven "győztes"t jelent) a történelmi Buddha öt jellemvonását hivatott ábrázolni; általános témája a vadzsrajána mandaláknak, s a Kúkai alapította japán singon buddhizmusban a meditáció és tisztelet elsődleges tárgyaként szolgál.
A dhjáni-buddha kifejezést először Brian Houghton Hodgson brit származású természettudós jegyezte fel Nepálban  a 19. század elején, de nem igazolt egyetlen fennmaradt tradicionális forrásban sem.

## Eredet
Az öt bölcsességbuddha fogalma később alakult ki, és a Buddha tiszta tudatosságára vagy tudására (szanszkrit: jñāna vagy nyána) vonatkozó koncepciók jógácsára-féle kidolgozásán alapul. A Buddha ezen tudásának fogalma (nyána) a Trikája (szanszkrit nyelven három-test) elmélet részét képezi, amely szerint egy buddha három különböző testet is ölt. Mind az öt bölcsességbuddha a dharmakaja egy-egy aspektusa; a dharmakaja más néven a Buddha valóság-teste, a megvilágosulás alapjainak megtestesülése.
Kezdetben csak két buddha jelent meg, akik a bölcsességet és együttérzést ábrázolták (Aksobhja és Amitábha). Egy későbbi megkülönböztetés viszont magában foglalta az erő (vagy tevékenység) illetve a szépség (vagy lelki gazdagság) aspektusait is. Az Arany fény szútrában (egy korai mahájána szútra) az alakokat Dundubishvara és Ratnaketu néven említik, amiből idővel Amóghasziddhi és Ratnaszambhava lett; a központi istenséget pedig Vairocsanának nevezték el. Amikor mandalákban ábrázolják ezeket a buddhákat, színük illetve a hozzájuk rendelt égtáj eltérhet. Különösen Aksobhja és Vairócsana lehet felcserélve.
Amikor Vairócsana mandalában ábrázolják őket, a következő az öt bölcsességbuddha elhelyezkedése:
|                   | Amóghasziddhi (észak)               |                  |
| Amitábha (nyugat) | Vairócsana (főistenség/ közbenjáró) | Aksobhja (kelet) |
|                   | Ratnaszambhava (dél)                |                  |

## Nevek
Más nyelveken:
| Szanszkrit     | Kínai                                       | Japán                         | Tibeti                   | Vietnámi                    |
| -------------- | ------------------------------------------- | ----------------------------- | ------------------------ | --------------------------- |
| Vairócsana     | 大日如來 Dàrì Rúlái 毘盧遮那佛 Pílúzhēnà Fó | 大日如来, Dainicsi nyorai     | Nampar nangdze, Nam nang | Đại Nhật Như Lai            |
| Aksobhja       | 阿閃如來, Ajiu Rulai                        | 阿閃如来, Asuku nyorai        | Mitrugpa                 | A Súc Bệ Như Lai            |
| Amitábha       | 阿彌陀佛, Ēmítuó Fó vagy Āmítuó Fó          | 阿弥陀如来, Amida nyorai      | Wöpakme                  | A Di Đà Như Lai             |
| Ratnaszambhava | 寳生如來, Baosheng Rulai                    | 宝生如来, Hósó nyorai         | Rinchen Jung ne Rin jung | Bảo Sanh Như Lai            |
| Amóghasziddhi  | 成就如來, Chengjiu Rulai                    | 不空成就如来, Fukújóju nyorai | Dön yö drub pa Dön drub  | Bất Không Thành Tựu Như Lai |

## Tulajdonságok
A mandala minden eleméhez kiterjedt számú asszociáció létezik, így a mandala egy titkosírássá válik, egy emlékezeterősítő vizuális gondolkodáshoz használatos eszközzé, egy fogalomtérképpé; egy közvetítő közeggé a dharma egészének megértéséhez, "dekódolásához."
Néhány társítás:
| Család/Buddha                      | szín ← alkotóelem → szimbolizmus        | égtáj → bölcsességek → kötöttségek → kézmozdulat (mudrá)                | módja → a stresszhez való rossz alkalmazkodás            | Évszak |
| ---------------------------------- | --------------------------------------- | ----------------------------------------------------------------------- | -------------------------------------------------------- | ------ |
| Buddha/Vairócsana                  | fehér ← űr → kerék                      | középpont → mindent befogadó → forma → a dharma tanítása                | a dharma kerekének forgatása → tudatlanság/nemtörődömség | nincs  |
| Vadzsra/Aksobhja                   | kék ← víz → jogar, vadzsra              | kelet → tükörszerű tudatosság → öntudat → alázatosság                   | véd, megsemmisít → düh, gyűlölet                         | tavasz |
| Padma (szent lótuszvirág)/Amitábha | vörös ← tűz → Padma (szent lótuszvirág) | nyugat → érdeklődő → érzékelés → meditáció                              | vonz, leigáz → önzőség                                   | nyár   |
| Ratna/Ratnaszambhava               | arany/sárga ← Föld → ékszer             | dél → kiegyensúlyozottság → érzés → adás                                | dúsít, növel → büszkeség, mohóság (kapzsiság)            | ősz    |
| Karma/Amóghasziddhi                | zöld ← levegő → dupla vadzsrák          | észak → mindent megvalósító → mentális képződmény, fogalom → vakmerőség | kibékít → irigység                                       | tél    |

Az Öt bölcsességbuddhát az Öt bölcsességkirály védelmezi, s Japánban sűrűn ábrázolják őket együtt a két birodalom mandaláján; az Öt bölcsességbuddhaa Súrangama szútra által felfedett Súrangama mantrában található meg. Gyakorta ábrázolják hitveseikkel illetve saját Tiszta földjüket uralva. Kelet-Ázsiában a tiszta földön való újjászületésre való törekvés a központi lényege a Tiszta föld buddhizmusnak.
Ugyan mind az öt buddhának van tiszta földje, úgy tűnik csak Szukhávatí (Amitábha tiszta földje), illetve sokkal kisebb mértékben Abhirati (Aksobhja tiszta földje, ahol olyan nagy mesterek is tartózkodnak, mint Vimalakirti és Milarepa) és Kecsara (Vadzsrajoginí-Heruka tiszta földje) vonzották a földi törekvőket.
| buddha (Skt)   | hitves                            | djáni bódhiszattva | tiszta föld                                | mag-szó (bídzsa) |
| -------------- | --------------------------------- | ------------------ | ------------------------------------------ | ---------------- |
| Vairócsana     | Fehér tárá vagy Dharmadhatvisvari | Szamantabhadra     | központi tiszta föld Akanisztha Ghanavjuha | Om               |
| Aksobhja       | Lokaná                            | Vadzsrapáni        | keleti tiszta föld Abhirati                | Hum              |
| Amitábha       | Pandara                           | Avalókitésvara     | nyugati tiszta föld Szukhávatí             | Hrih             |
| Ratnaszambhava | Mamaki                            | Ratnapani          | déli tiszta föld Srimat                    | Trah             |
| Amóghasziddhi  | Zöld Tárá                         | Visvapáni          | északi tiszta föld Prakuta                 | Ah               |

## Lásd még
- Bölcsességkirályok
- Singon buddhizmus